# Ma Boy
"Ma Boy" é um single do SISTAR19, uma sub-unidade do girl group Sistar. Foi lançado em 3 de maio de 2011 através da Starship Entertainment.

## Lançamento
Em 28 de abril de 2011, foi anunciada a criação da sub-unidade SISTAR 19. O novo grupo, composto pela vocalista principal do Sistar, Hyo Rin, e pela rapper Bora, estreou em 3 de maio. O número ’19′ no seu nome representa a idade que as meninas amadurecem e tornam-se mulheres, e também incorpora o sentido de inocência ainda incerto que sentem. Elas visam apresentar esses sentimentos através de suas letras e conceito.
Sistar19 lançou o teaser para o seu single "Ma Boy" em 28 de abril de 2011. O single foi lançado digitalmente em sites musicais no dia 3 de maio de 2011. O vídeo musical oficial foi revelado no mesmo dia.
Em 12 de maio de 2011, Sistar19 lançou o vídeo de ensaio da sua faixa, "Ma Boy".
A canção foi escrita e produzida por Brave Brothers.
"Ma Boy" mais posteriormente adicionada no primeiro álbum de estúdio do Sistar, "So Cool", com as vozes de Soyou & Dasom na canção.

## Promoções
Sistar19 fizeram sua estreia nos palcos no M! Countdown em 5 de maio de 2011. O grupo também apresentou "Ma Boy" em diversos programas musicais como Music Bank, Show! Music Core e Inkigayo, nos meses de maio e abril de 2011.

## Lista de faixas
| Lista de faixas |                         |                |         |  |
| N.º             | Título                  | Letras         | Duração |  |
| 1.              | "Ma Boy"                | Brave Brothers | 3:17    |  |
| 2.              | "Ma Boy" (instrumental) | Brave Brothers | 3:17    |  |
| Duração total:  | Duração total:          | Duração total: | 6:34    |  |

## Desempenho nas paradas
| Parada                 | Melhor posição |
| ---------------------- | -------------- |
| Gaon Singles           | 2              |
| Gaon Local Singles     | 2              |
| Gaon Streaming Singles | 3              |
| Gaon Download Singles  | 3              |
| Gaon BGM               | 2              |
| Gaon Mobile Ringtone   | 1              |
| Gaon Karaoke           | 4              |

## Créditos
- Hyorin - vocais
- Bora - vocais, rap
- Brave Brothers - produção, composição, arranjo, música